# 宮澤洋一
- 宮沢洋一
- 宮澤洋一

宮澤 洋一（みやざわ よういち、1950年〈昭和25年〉4月21日 - ）は、日本の政治家、元大蔵官僚。自由民主党所属の参議院議員（3期）、参議院財政金融委員長。自由民主党税制調査会長、自由民主党党紀委員長。
衆議院議員（3期）、経済産業大臣（第19・20代）、内閣府特命担当大臣（原子力損害賠償・廃炉等支援機構担当）、自由民主党税制調査会長（第35代）、参議院政策審議会長代理、自民党たばこ議員連盟副会長、参議院消費者問題に関する特別委員長、自由民主党広島県連会長を歴任した。
内閣総理大臣などを歴任した宮澤喜一は伯父にあたる。また、内閣総理大臣であった岸田文雄は従弟である。

## 来歴

### 出生から学生時代まで
1950年4月21日、東京都にて出生。1963年、東京教育大附属小学校（現・筑波大学附属小学校）を卒業。1966年、東京教育大附属中学校（現・筑波大学附属中学校）を卒業。藤巻健史（参議院議員・為替ディーラー）とは小・中学校9年間同じクラスだった。1969年、東京教育大附属高校（現・筑波大学附属高校）を卒業。高校のクラスは3年間同じで、同級生には岡本保元総務事務次官、斉藤親元国土交通省大臣官房技術審議官、北條春夫東京工業大学名誉教授、稲葉延雄第24代NHK会長などがいた。

### 大蔵官僚として
1974年、東京大学法学部第2類（公法コース）を卒業して、大蔵省に入省。1978年、米国ハーバード大学行政大学院を修了（行政学修士（MPA：Master in Public Administration）取得）。大阪国税局岸和田税務署長、理財局資金第一課長補佐（原資・資金）、大臣官房企画官、内閣総理大臣首席秘書官を経て1993年に退官した。

### 政治家として

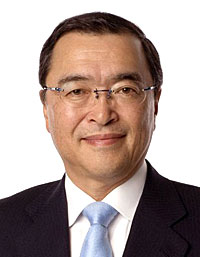
2008年、内閣府副大臣時代の肖像（内閣広報室より）

2000年、伯父で元首相の宮澤喜一が比例中国ブロックに回ることになったのを受けてその地盤を継ぎ、第42回衆議院議員総選挙で広島7区から立候補し初当選。3期務めた。
2008年8月、福田康夫改造内閣で内閣府副大臣（経済財政、地方分権改革、道州制等）に就任。2009年8月30日の第45回衆議院議員総選挙で、民主党の和田隆志に敗れ、比例復活もならず落選。
2010年の第22回参議院議員通常選挙に広島県選挙区から初の自民党予備選挙を経て、自民党公認候補として立候補し当選、国政に復帰した。
2014年10月21日、政治資金問題で辞任した小渕優子の後任として経済産業大臣に就任。
2015年10月7日、内閣改造に伴い経産大臣を退任し、自民党税制調査会長に就任（2019年9月まで）。
同年10月、兼自民党金融調査会副会長に就任。
2016年7月10日、第24回参議院議員通常選挙に自民党公認で広島県選挙区で立候補し、再選。
2019年9月、自民党税制調査会会長を退任し、同税制調査会小委員長に横すべりで就任。
同年10月、自民党社会保障制度調査会 年金委員会委員長に就任（2025年2月現在在任中）。
2021年3月27日、自民党広島県連会長を辞任。
同年11月16日、自民党税制調査会長に再任。
2022年、三選。
2024年6月19日、参議院本会議場で、自らが狭心症であることが示され、心臓にカテーテル治療を行い冠動脈にステントを留置する旨が記載された書類を広げて読んでいたことを報じられた。
同年11月12日、自民党党紀委員長に就任。
同年12月13日、自民党・公明党・国民民主党の税制調査会の幹部による協議に出席。いわゆる「103万円の壁」について、自民党・公明党は2025年から123万円に引き上げることを提案したが、178万円を求めている国民民主党とは合意に至らなかった。これについて宮沢は「この案では（ゴルフの）グリーンの近くにも来ていないと、パッティングで調整するようなレベルに全くなっていない」「グリーンがどこにあるか分からないので、在りかぐらいちゃんと教えてほしい」と発言した。これに先立って11日に3党の幹事長は「178万円を目指して来年度（2025年度）から引き上げること」で合意しているが、国民民主党との間で思惑の違いが生じている。
2025年8月1日、参議院財政金融委員長に就任。

## 政策・主張

### 憲法
- 憲法改正について、2016年の朝日新聞社、2022年のNHKのアンケートで「賛成」と回答[20][21]。
- 9条改憲について、2016年の毎日新聞社のアンケートで「改正して、自衛隊の役割や限界を明記すべきだ」と回答[22]。2022年の毎日新聞社のアンケートで「改正して、自衛隊の存在を明記すべきだ」と回答[23]。
- 憲法を改正し緊急事態条項を設けることについて、2022年のNHKのアンケートで「賛成」と回答[21]。

### 外交・安全保障
- 「他国からの攻撃が予想される場合には先制攻撃もためらうべきではない」との問題提起に対し、2016年のアンケートで「どちらかと言えば賛成」と回答[20]。
- 敵基地攻撃能力を持つことについて、2022年のNHK、毎日新聞社のアンケートで「賛成」と回答[21][23]。
- 「北朝鮮に対しては対話よりも圧力を優先すべきだ」との問題提起に対し、2016年のアンケートで「どちらとも言えない」と回答[20]。
- 安全保障関連法の成立について、2016年の毎日新聞社のアンケートで「今の法制でよい」と回答[22]。
- 普天間基地の移設問題について、2016年の毎日新聞社のアンケートで「名護市辺野古に移設すべき」と回答[22]。
- ロシアは2022年2月24日、ウクライナへの全面的な軍事侵攻を開始した[24]。日本政府が行ったロシアに対する制裁措置についてどう考えるかとの問いに対し、2022年のNHKのアンケートで「適切だ」と回答[21]。同年の毎日新聞社のアンケートで「今の制裁で妥当だ」と回答[23]。
- 2022年6月7日、政府は経済財政運営の指針「骨太方針」を閣議決定した。NATO加盟国が国防費の目標としている「GDP比2％以上」が例示され、防衛力を5年以内に抜本的に強化する方針が明記された[25]。「防衛費を今後どうしていくべきだと考えるか」との問いに対し、2022年のNHKのアンケートで「ある程度増やすべき」と回答[21]。
- 徴用工訴訟問題や慰安婦問題などをめぐり日韓の対立が続くなか、関係改善についてどう考えるかとの問いに対し、2022年の毎日新聞社のアンケートで「韓国政府がより譲歩すべきだ」と回答[23]。

### ジェンダー
- 選択的夫婦別姓制度の導入について、2016年のアンケートで「どちらとも言えない」と回答[20]。2022年のNHKのアンケートで「どちらかと言えば反対」と回答[21]。同年の毎日新聞社のアンケートで「反対」と回答[23]。
- 同性婚を可能とする法改正について、2016年のアンケートで「どちらとも言えない」と回答[20]。2022年のNHKのアンケートで回答しなかった[21]。同年の毎日新聞社のアンケートで「反対」と回答[23]。
- クオータ制の導入について、2016年のアンケートで「どちらとも言えない」と回答[20]。2022年のNHKのアンケートで「どちらかと言えば反対」と回答[21]。

### その他
- 永住外国人への地方参政権付与について、2016年のアンケートで「どちらか言えば反対」と回答[20]。
- 首相の靖国神社参拝について、2016年のアンケートで「どちらとも言えない」と回答[20]。
- 「治安を守るためにプライバシーや個人の権利が制約されるのは当然だ」との問題提起に対し、2016年のアンケートで「どちらかと言えば賛成」と回答[20]。
- 「原子力発電所は日本に必要だと思うか」との問いに対し、2016年の毎日新聞社のアンケートで「必要」と回答[22]。
- 2016年の米国大統領選挙について「ドナルド・トランプとヒラリー・クリントンのどちらを支持するか」との問いに対し、2016年の毎日新聞社のアンケートで「クリントン」と回答[22]。
- 2016年2月8日、高市早苗総務大臣は、放送局が政治的公平性を欠く放送を繰り返した場合、電波法に基づき電波停止を命じる可能性に言及した[26]。安倍晋三首相は2月15日の衆議院予算委員会で野党の批判に反論し、高市の発言を擁護した[27]。政府の姿勢をどう思うかとの問いに対し、2016年の毎日新聞社のアンケートで「問題とは思わない」と回答[22]。
- 国会議員の被選挙権年齢の引き下げについて、2022年の毎日新聞社のアンケートで「賛成」と回答[23]。
- アベノミクスについて、2022年の毎日新聞社のアンケートで「評価するが、修正すべきだ」と回答[23]。
- 受動喫煙防止を目的に飲食店などの建物内を原則禁煙とする健康増進法改正案に反対。
- 日本禁煙学会が2016年の参院選に先駆けて行った受動喫煙防止法についての公開アンケートにおいて、レストランやバーを含む一般市民が出入りする場所は、2020年までに「罰則なしの分煙とするべきである」と回答した[28]。

## 選挙歴
| 当落 | 選挙                     | 執行日         | 年齢 | 選挙区       | 政党       | 得票数     | 得票率 | 定数 | 得票順位 /候補者数 | 政党内比例順位 /政党当選者数 |
| ---- | ------------------------ | -------------- | ---- | ------------ | ---------- | ---------- | ------ | ---- | ------------------ | ---------------------------- |
| 当   | 第42回衆議院議員総選挙   | 2000年06月25日 | 50   | 広島7区      | 自由民主党 | 11万2145票 | 55.68% | 1    | 1/3                | /                            |
| 当   | 第43回衆議院議員総選挙   | 2003年11月09日 | 53   | 広島7区      | 自由民主党 | 9万487票   | 45.69% | 1    | 1/4                | /                            |
| 当   | 第44回衆議院議員総選挙   | 2005年09月11日 | 55   | 広島7区      | 自由民主党 | 12万2465票 | 50.83% | 1    | 1/3                | /                            |
| 落   | 第45回衆議院議員総選挙   | 2009年08月30日 | 59   | 広島7区      | 自由民主党 | 11万1321票 | 44.69% | 1    | 2/3                | 7/4                          |
| 当   | 第22回参議院議員通常選挙 | 2010年07月11日 | 60   | 広島県選挙区 | 自由民主党 | 54万7845票 | 45.51% | 2    | 1/5                | /                            |
| 当   | 第24回参議院議員通常選挙 | 2016年07月10日 | 66   | 広島県選挙区 | 自由民主党 | 56万8252票 | 49.76% | 2    | 1/7                | /                            |
| 当   | 第26回参議院議員通常選挙 | 2022年07月10日 | 72   | 広島県選挙区 | 自由民主党 | 53万375票  | 50.33% | 2    | 1/10               | /                            |

## 不祥事

### SMバーへの政治活動費支出
入閣2日後の2014年10月23日、宮澤の資金管理団体「宮沢会」が2010年に広島市内のSMバーに政治活動費を支出していたことが判明した。政治資金収支報告書によると、2010年9月6日に広島市中区の繁華街にあるSMバーに18,230円を支出していた。
同店は客と女性スタッフでSMのようなショーをおこないながら、客に飲み物を提供している。同店で支払いをおこなったのは宮澤の資金管理団体の職員であり、宮澤自身は今まで同店に入店したことは無いと述べている。また、店長も毎日新聞の取材に対し、宮澤の顔に見覚えは無く、当日に誰が来店したかも記憶に無いと証言した。
宮澤は、共同通信の配信記事でこの一件を初めて知ったと述べ、支出が事実であることを認めた上で、事務所関係者が誤って政治資金として処理したものであるとして、政治資金収支報告書の訂正をおこなうとしている。

### 外国資本パチンコ企業からの寄付
同じく閣僚を務めていた2014年10月27日、上記SMバーへの支出金問題を受けて自身の資金管理団体を調査した結果、衆議院議員時代に代表を務めていた政党支部が2007年と2008年に、外国人が50％超の株式を保有する広島県福山市のパチンコ企業「ゴールド」から計40万円の寄付を受けていたことが判明したため、10月26日に返金したことを公表した。政治資金規正法では、外国人や外国法人からの寄付の受け取りを禁じている。株主の国籍については「わからない」と話しているが、韓国籍が多数を占めるとみられている。安倍晋三首相は、宮澤は寄付を速やかに返金したとし、宮澤の閣僚辞任を否定。引き続き職務に邁進してほしいとした。

### 東電株保有問題
2014年10月23日、宮澤の事務所担当者によれば、東京電力（経済産業省の所管対象）の株式600株を保有しているという。ロイター通信は、東電の株主と経済産業大臣の立場は利害が相反する蓋然性が高い、と指摘している。宮澤は参議院経済産業委員会で、「在任期間が終わった後、福島の復興に役立てるため、処分して全額を寄付したい」とコメントした。

### 補助金企業からの献金
- 政治資金規正法は国の補助金の交付決定通知から1年間、企業などに政治献金を禁じているが、国の補助金の交付決定通知を受けた企業から12万円の献金を受けたことが、2015年明らかになった[44]。

## 政治資金
- トラック業者の業界団体である道路運送経営研究会から献金を受けている[45]。

## 家族・親族

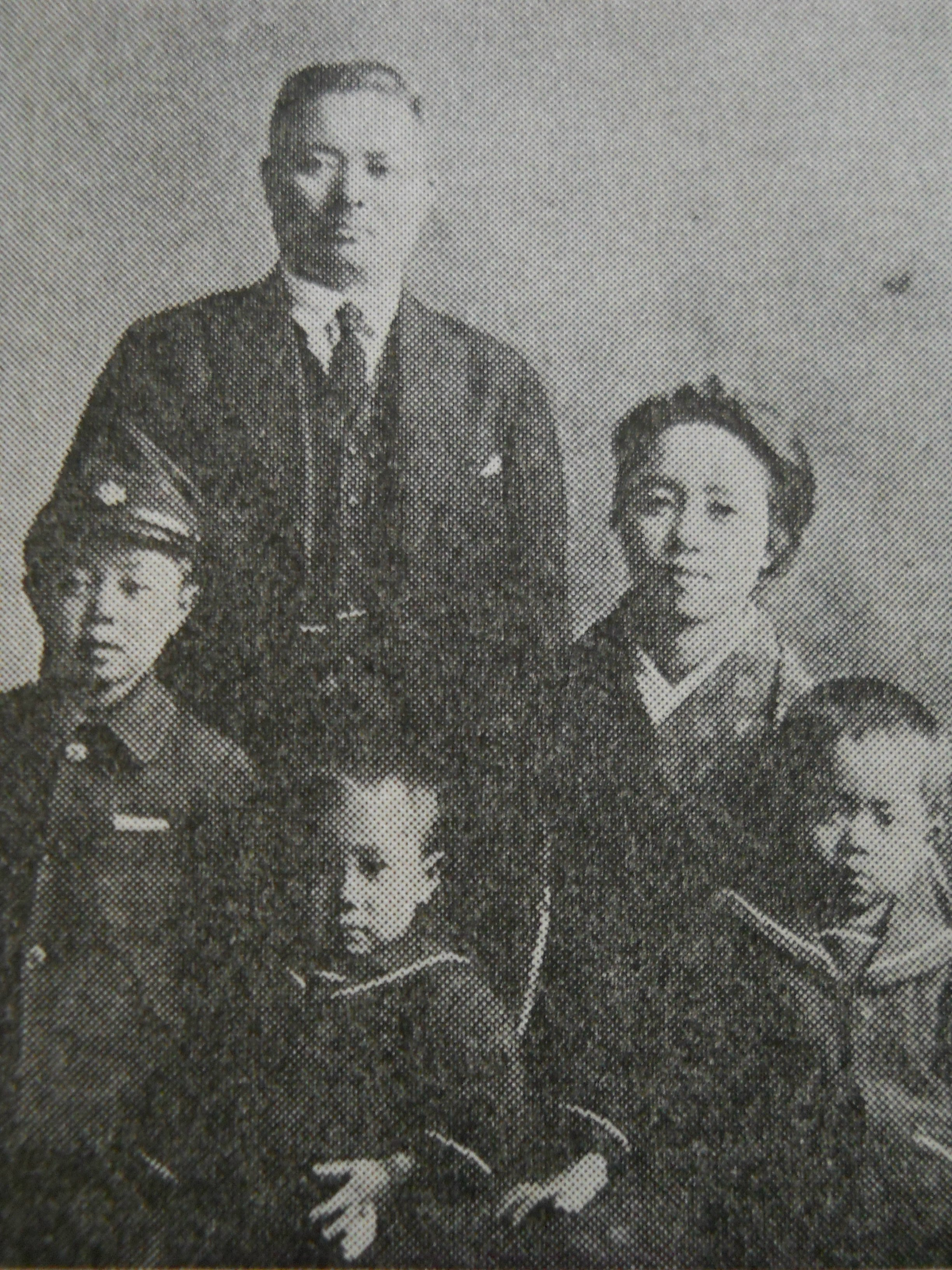
宮澤家の人々
後列左より、宮澤裕、妻・こと
前列左より、東京高師附属小（現・筑波大附属小）の制服を着た長男・喜一、三男・泰、次男・弘（洋一の父）

元鉄道大臣小川平吉は曾祖父。小川は1903年（明治36年）に弁護士から代議士に転じ、激烈な対露強硬論をぶち上げた“国士”タイプの政治家で、実業への足掛かりはもたなかったが、特筆ものの閨閥を残した。衆議院議員を務めた宮澤裕、岸田正記は祖父。参議院議員、広島県知事、法務大臣を務めた宮澤弘の長男で、首相を務めた宮澤喜一は伯父にあたる。妻は日本航空社長を務めた柳田誠二郎の孫娘。自由民主党総裁（第27代）、内閣総理大臣（第100代）の岸田文雄は母方のいとこ。長男に浩一、次男に二郎、三男に賢三がいる。二郎は自由民主党の広島5区の公募に応募したが落選した。

### 宮澤家
（広島県福山市金江町、東京都渋谷区）

### 小川家
（長野県諏訪郡富士見町、東京都）

### 岸田家

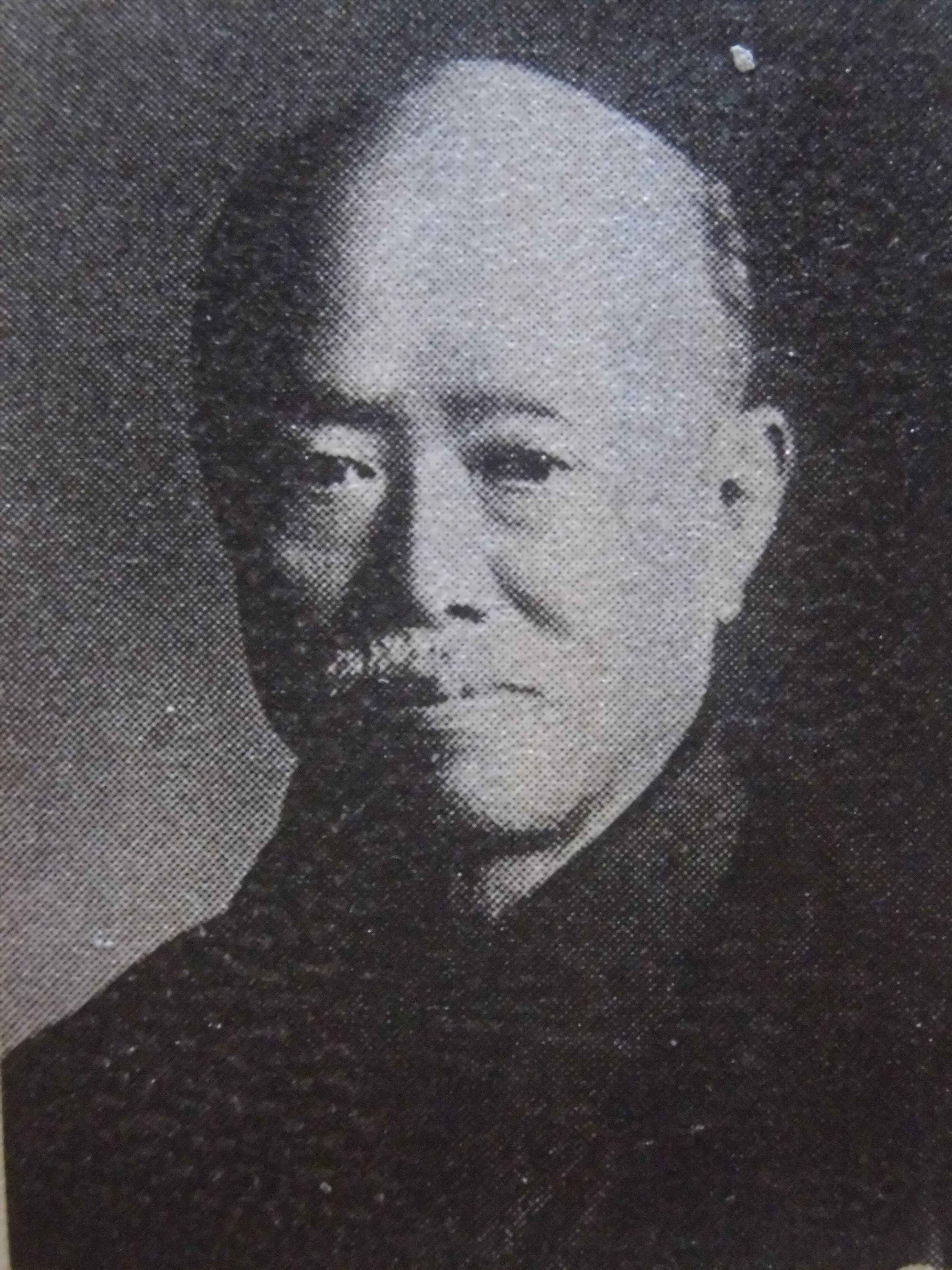
小川平吉

（広島県東広島市、大連市、広島市南区比治山町、東京都）

### 柳田家
（栃木県足利市、東京都）

## 所属団体・議員連盟
- 自民党たばこ議員連盟（副会長）[50][51]
- 自由民主党たばこ特別委員会（顧問）[52]
- 神道政治連盟国会議員懇談会[53]
- みんなで靖国神社に参拝する国会議員の会[53]
- 再チャレンジ支援議員連盟
- 日韓議員連盟
- 朝鮮通信使交流議員の会（幹事）
- TPP交渉における国益を守り抜く会

## 支援団体
- 全国たばこ販売政治連盟（組織推薦候補者）[54]